# Wizards of the Coast
Wizards of the Coast (spesso abbreviata in WotC o semplicemente Wizards) è un editore di giochi di tema principalmente fantasy e fantascientifici. Agli inizi era un piccolo editore di giochi di ruolo, ma si espanse molto a metà degli anni novanta grazie al successo del primo gioco di carte collezionabili, Magic: l'Adunanza.
Nel 1997 acquisì la Tactical Studies Rules allora in fallimento, ottenendo tra l'altro la proprietà del primo gioco di ruolo, Dungeons & Dragons, e ottenne un altro grande successo con la licenza per la pubblicazione del Pokémon Trading Card Game.
Nel 1999 fu a sua volta acquisita dalla Hasbro di cui divenne una divisione. La sede corporativa è a Renton (Washington), negli Stati Uniti.

## Storia
Il nome Wizards of the Coast ("maghi della costa" in inglese) ha origine nel periodo 1979-1982, quando il gruppo di gioco di Peter Adkison (all'epoca al college) discusse della possibilità di fondare una casa editrice di giochi. Per anni la proposta rimase solo un'idea finché nel 1990, durante una discussione con Ken McGlothem, l'unico della cerchia di amici di gioco originali con cui era rimasto in contatto, tornò a galla e nel maggio dello stesso anno Adkison e altri fondarono la Wizards of the Coast nelle vicinanze di Seattle, Washington, ed il loro quartier generale è ancora situato nella vicina Renton.
Il primo prodotto sviluppato dalla compagnia fu The Primal Order (1992), un supplemento generico per giochi di ruolo incentrato sulle divinità e sui loro seguaci. Il manuale non aveva un regolamento proprio ma conteneva numerose appendici di conversione per diversi sistemi di giochi di ruolo. Nei due anni di sviluppo del manuale (e di preparazione di una linea di prodotti collegati) Adkinson cominciò a stringere contatti nel mondo dell'editoria del gioco e su suggerimento di Tom Dowd della FASA inviò Rich Kaalas al Game Trade Show organizzato dalla Game Manufacturers Association. Kaalas entrò in contatto con Lisa Stevens della White Wolf che gli diede molti consigli e restò in contatto con loro, venendo quindi assunta quello stesso anno (Lisa fu la prima dipendente a tempo pieno della WotC), portando con sé la sua esperienza e le sue connessioni nell'editoria.
Nel 1992 The Primal Order fu infine pubblicato, ma Kevin Siembienda, proprietario della Palladium, ritenne che i riferimenti ai regolamenti che pubblicava violassero il suo copyright e il 17 giugno 1992 intentò causa alla WoTC. La causa portò quasi al fallimento la WotC e sottrasse tempo prezioso allo sviluppo di nuovi prodotti. Nonostante la volontà della WotC di trattare, Siembienda chiedeva che questa firmasse un'ammissione di colpevolezza, ma farlo avrebbe esposto la WotC ad azioni legali da parte delle altre case editrici i cui regolamenti comparivano in The Primal Order. A dicembre, dopo che il giudice ebbe rifiutato di chiudere il caso con un giudizio sommario, Adkison era convinto che ormai fosse finita per la ditta, ma grazie anche a membri dello staff che trovarono i fondi per mantenere a galla la WotC, questa riuscì a riprendersi. Infine a gennaio 1993 Mike Pondsmith, all'epoca presidente della GAMA e proprietario della R. Talsorian, riuscì a negoziare un accordo extragiudiziario tra le parti..
Nel frattempo, nel 1991, Richard Garfield contattò la Wizards of the Coast per proporre un nuovo gioco da tavolo chiamato RoboRally, che però la WotC rifiutò perché sarebbe stato troppo costoso produrlo con le risorse di cui disponeva all'epoca. Comunque Adkinson chiese a Garfield se poteva inventare un gioco che fosse sia portatile, sia rapido da giocare e Garfield accettò. Adkison fondò una nuova compagnia, Garfield Games, per sviluppare l'idea di Garfield di un gioco di carte collezionabili, inizialmente chiamato Manaclash in quello che sarebbe diventato Magic: The Gathering. Questo mise il gioco al riparo della contesa legale con la Palladium. Garfield Games licenziò i diritti di produzione e vendita alla Wizards of the Coast fino a che il caso legale non si risolse. A questo punto la società di comodo fu chiusa. Magic fu dimostrato nel luglio 1993 alla Origins Game Fair in Dallas. Il gioco si dimostrò estremamente popolare in agosto alla Gen Con 1993, e nel giro di sei settimane la WotC aveva venduto 10 milioni di carte, una quantità che si aspettava sarebbe durata fino alla fine dell'anno. Il successo di Magic generò incassi sufficienti da trasformare nel giro di due anni una compagnia di pochi impiegati con sede in uno scantinato in una compagnia di 250 impiegati con uffici moderni. In 1994, Magic vinse sia il Mensa Top Five mind games award che l'Origins Award per il "miglior gioco fantasy o di fantascienza del 1993", che quello per la "miglior presentazione grafica di un gioco da tavolo del 1993".
Nel 1994 la Wizard iniziò una collaborazione con il The Beanstalk Group, un'agenzia di brand licensing e consultazione per licenziare il marchio Magic. Dopo il successo di Magic la Wizards pubblicò RoboRally nel 1994, vincendo nuovamente l'Origins Award per il "miglior gidoco da tavolo fantasy o di fantascienza del 1994" e per la "miglior presentazione grafica di un gioco da tavolo del 1994". Nel 1994 la Wizards espanse inoltre la sua linea di giochi di ruolo acquistando SLA Industries dalla Nightfall Games e Ars Magica dalla White Wolf in 1994. Nel 1995 pubblicò un altro gioco di carte (non collezionabile) di Richard Garfield, The Great Dalmuti, che vinse il premio Best New Mind Game del Mensa. Nell'agosto 1995 la Wizards pubblicò Everway, ma quattro mesi dopo chiuse tutte le sue linee di giochi di ruolo. Peter Adkison spiegò che la compagnia stava facendo un cattivo servizio ai giochi per mancanza di supporto e che stava perdendo soldi su tutte le linee di giochi di ruolo. Inoltre nel 1995 le vendite annuali della superarono i 65 milioni di dollari.
Nel 1997, acquisì la casa editrice che pubblicava il gioco di ruolo Dungeons & Dragons: la TSR. Nel settembre del 1999 fu a sua volta acquisita dalla Hasbro Interactive, sussidiaria del gigante dei giochi Hasbro. Hasbro era interessata alla proprietà del gioco di carte collezionabili basato sui Pokémon, di cui la WotC deteneva i diritti.
Per molti anni la WotC ha anche gestito una catena di negozi di vendita al dettaglio. Questi furono chiusi nella primavera del 2004.

## Giochi e prodotti

### Giochi da tavolo
prodotti sotto l'etichetta Avalon Hill
- Axis & Allies (edizioni Revised e D-Day)
- Betrayal at House on the Hill
- Filthy Rich
- Monsters Menace America
- Nexus Ops
- Risk 2210 A.D. e Risk Godstorm
- RoboRally
- Vegas Showdown

### Giochi di carte non collezionabili
- The Great Dalmuti e Corporate Shuffle (lo stesso gioco, ma con i personaggi del fumetto Dilbert)
- Guillotine

### Giochi di carte collezionabili
- Battletech su licenza della Fasa[15]
- Codename: Kids Next Door
- Doomtown (diritti ceduti all'AEG nel 1999[16])
- Duel Masters
- Dune
- Football Champions
- Harry Potter Trading Card Game
- Hecatomb
- Legend of the Five Rings (nel periodo 1998-2000), diritti ceduti alla AEG nel 2001[17]
- Legend of the Burning Sands
- Magic: l'Adunanza (Magic: The Gathering)
- Magic Online
- MLB Showdown
- NBA Showdown
- Neopets Trading Card Game
- Netrunner
- NFL Showdown
- Pokémon (1998 - 2003), in seguito licenza ceduta a Nintendo e The Pokémon Company.
- Star Wars: The Trading Card Game
- The Simpsons Trading Card Game
- Vampire: The Eternal Struggle (precedentemente chiamato Jyhad )
- Xiaolin Showdown Trading Card Game

### Giochi di ruolo e supplementi
- Alternity (linea di giochi defunta acquisita con l'acquisto della TSR)
- Ars Magica (solo supplementi per la terza edizione)
- d20 Modern
- d20 system
- Dungeons & Dragons (acquisito con l'acquisto della TSR)
- Everway
- Marvel Super Heroes Adventure Game (acquisito con l'acquisto della TSR)
- Star Wars - Il gioco di ruolo (Star Wars Roleplaying Game)
- The Primal Order

La Wizards of the Coast ha scritto la Open Game License utilizzata dalla Open Gaming Foundation e dal d20 system.

### Giochi di miniature
- Axis & Allies Miniatures
- Dreamblade
- Dungeons & Dragons Miniatures Game
- Gioco di miniature collezionabili Pokémon
- Star Wars Miniatures

### Videogiochi con realtà aumentata
- The Eye of Judgment

### Romanzi fantasy
La Wizards of the Coast ha anche pubblicato molti romanzi basati sulle ambientazioni dei suoi prodotti. Alcuni di questi sono ora fuori produzione.
- Birthright
- Dark Sun
- Dragonlance
- Forgotten Realms
- Greyhawk
- La leggenda dei cinque anelli
- Mystara
- Planescape
- Ravenloft
- Spelljammer